# Michael Hawkins
Steven Michael Hawkins (Canton, 28 ottobre 1972) è un ex cestista statunitense, professionista nella NBA e in Europa.

## Carriera
Con gli Stati Uniti ha disputato i Campionati mondiali del 1998 e i  Giochi panamericani di Winnipeg 1999.

## Palmarès

### Squadra
- Campionato spagnolo: 1

Barcelona: 2000-01
- Copa del Rey: 1

Barcelona: 2001

### Individuale
- All-CBA Second Team (1997)
- CBA All-Defensive First Team (1997)
- Miglior passatore CBA (1997)
- Migliore nelle palle rubate CBA (1997)